# Antonio Mennini
Antonio Mennini est un archevêque catholique italien né le 2 septembre 1947 à Rome.

## Biographie

### Au service de la Curie
Après avoir obtenu le docteur de degré de théologie, il est entré au service diplomatique du Saint-Siège en 1981, servant d'attaché dans les représentations pontificales en Ouganda (en) et en Turquie (en), puis au sein du Conseil pour les affaires publiques de l’Église.

### Nonce en Bulgarie
Le 8 juillet 2000, il est nommé archevêque titulaire de Ferentium (de) par le pape Jean-Paul II. Mennini est consacré le 12 septembre par le cardinal Angelo Sodano, avec les cardinaux Camillo Ruini et Jean-Louis Tauran comme co-consécrateurs.
Dès son arrivée en Bulgarie, il commence à préparer la visite pastorale du pape Jean-Paul II en 2002 pour les pays d'Europe orientale au milieu d'une grande controverse. Toutefois, la visite a été saluée comme un succès, en grande partie parce que le nouveau nonce établi d'excellentes relations de travail avec les dirigeants orthodoxes qui s'y étaient initialement opposés.

### Nonce en Russie et en Ouzbékistan
Il participe le 11 novembre 2007 à la consécration de l'église Saint-Michel-Archange de Mourmansk.

### Nonce en Grande-Bretagne
En 2013, il est amené à intervenir pour remplacer l'évêque de Motherwell Joseph Devine qui n'avait pas pris de mesures appropriées lorsqu'il avait été informé d'un scandale à caractère sexuel dans les séminaires de son ressort.